# Tropidolaemus
Tropidolaemus é um género de víboras-de-fossetas venenosas que podem ser encontradas no sul da Índia e Sudeste Asiático.  São reconhecidas 5 espécies e nenhuma subespécie.

## Descrição

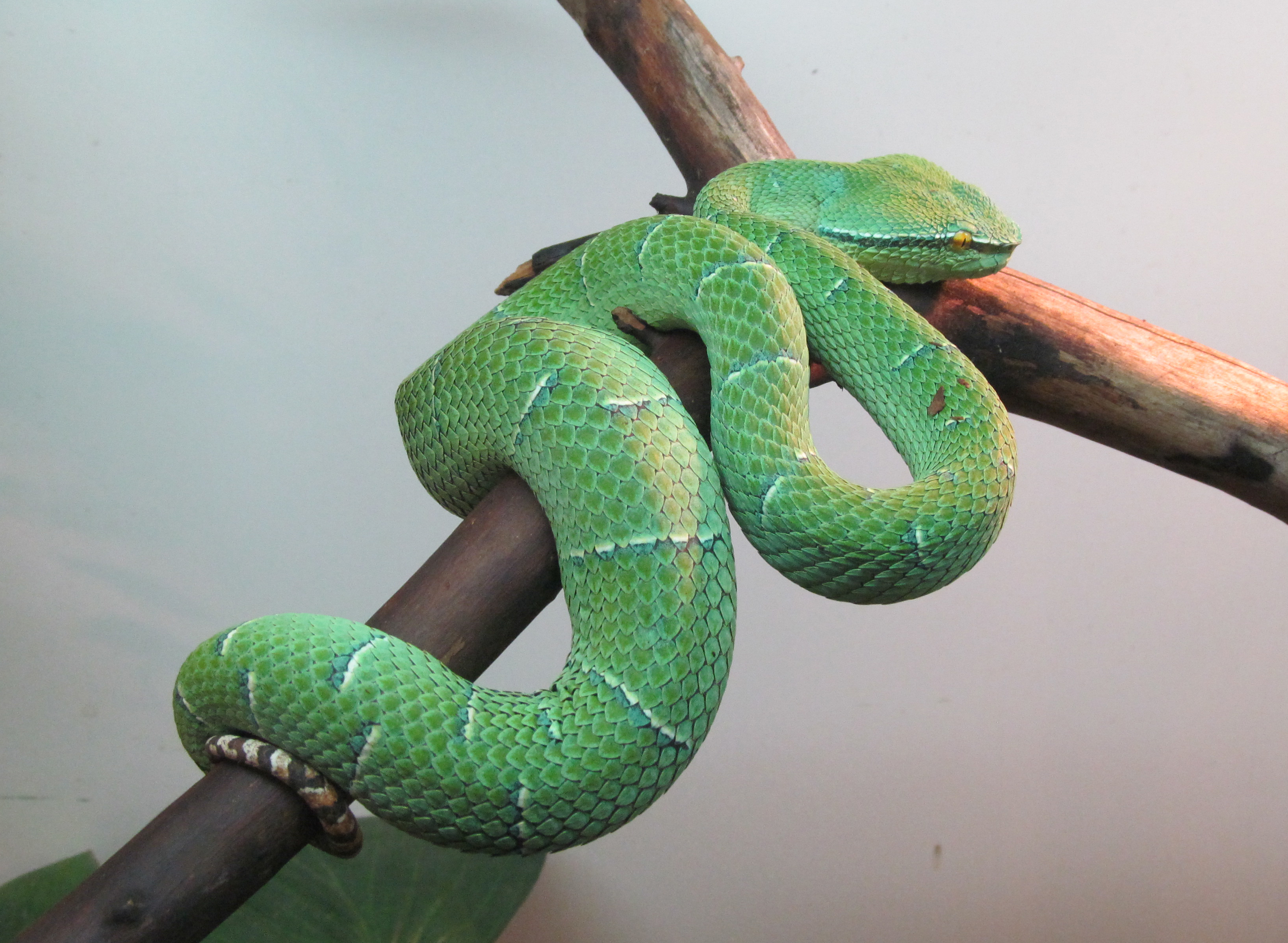
Tropidolaemus subannulatus

Os indivíduos de Tropidolaemus são sexualmente dimórficos. As fêmeas podem atingir comprimentos totais de até 1 metro e os machos medem apenas cerca de 75 cm. Caracterizam-se por ter a cabeça achatada com forma triangular e um corpo relativamente delgado.
Podem ser encontradas com uma grande variedade de cores e padrões, frequentemente designados "fases". Algumas fontes classificam mesmo as diferentes fases como subespécies. As fases variam muito: algumas têm como base uma coloração negra ou castanha com faixas cor-de-laranja ou amarelas, outras têm como base uma coloração verde clara, com faixas amarelas ou cor-de-laranja, com muitas variações intermédias.

## Distribuição geográfica
Tropidolaemus é nativo do sul da Índia e do Sudeste Asiático.

## Comportamento
Estas espécies são sobretudo arborícolas e excelentes trepadoras. Passam a maior parte do tempo praticamente imóveis, esperando a passagem das presas. Podem ser diurnas ou noturnas, com o período de actividade dependente da temperatura.

## Alimentação
A sua dieta inclui pequenos mamíferos, aves, lagartos e sapos.

## Reprodução
A ninhada consiste, em média, de doze a quinze juvenis, tendo os neonatos entre 12 e 15 cm de comprimento total.

## Espécies
| Imagem | Espécie                                          | Nome-comum                        | Distribuição geográfica |
| ------ | ------------------------------------------------ | --------------------------------- | --- |
|        | T. huttoni (M.A. Smith, 1949)                    | Víbora-de-hutton                  | Montanhas Megamalai no distrito de Madurai, sul da Índia. |
|        | T. laticinctus (Kuch, Gumprecht, & Melaun, 2007) | Víbora-do-templo-de-bandas-largas | Indonésia na ilha de Celebes. |
|        | T. philippensis (Gray, 1842)                     | Víbora-do-templo-das-filipinas    | Filipinas (Mindanao ocidental) |
|        | T. subannulatus (Gray, 1842)                     | Víbora-verde-de-bornéu            | Brunei, Indonésia, Malásia, e Filipinas |
|        | T. wagleriT (F. Boie, 1827)                      | Víbora-de-wagler                  | Sul da Tailândia e Malásia Ocidental. Na Indonésia em Sumatra e ilhas próximas do Arquipélago de Riau, Banca, Bilitom, Nias, Ilhas Mentawai (Siberut), Natuna, Karimata, Bornéu (Sabá, Sarauaque, Calimantã), Celebes e Buton. |

T Espécie-tipo.

## Taxonomia
Duas das espécies aqui incluídas estavam antes classificadas como Trimeresurus, mas foram colocadas no seu próprio género devido a características morfológicas distintas.
Uma nova espécie, T. laticinctus, foi descrita recentemente por Kuch, Gumprecht e Melaun (2007). Pode ser encontrada na ilha indonésia de Celebes. A localidade-tipo é "entre L. Posso e baía Tomini, Celebes" [= entre o lago Poso e baía Tomini, Província de Sulawesi Tengah, Indonésia]."